# Палочная система
Палочная система (также «АППГ+1») — неформальное название системы статистической оценки деятельности подразделений правоохранительных органов, в частности полиции, в отдельных постсоветских странах. Название системы происходит от «палок» — штрихов для подсчета в бланках текущей отчётности, обозначающих завершённые дела, раскрытые преступления, составленные протоколы, и т. п. Отслеживание показателей производится в динамике, в сравнении с «аналогичными периодами предыдущего года» (АППГ), либо по «расчетной динамике показателя».
По данным общественной палаты России на 2012 год, палочная система являлась проблемой МВД, так как подобный метод оценки снижает значимость защиты прав и свобод граждан и не стимулирует сотрудников правоохранительной системы на внимательное отношение к жалобам потерпевших и к запросам общества.
Руководство МВД России приняло отказ от «палочной системы» как дискредитированного метода оценки. Об отмене системы в России сообщалось, в частности, в 2010, 2012, 2017, 2018 годах. Экспертами в 2015 году отмечалось значительное снижение числа количественных показателей на федеральном уровне, по которым производится оценка деятельности полиции с 72 до 24, и чуть позже до 27.
Система часто подвергается критике, в том числе самими полицейскими, например, через профсоюзные организации, на форумах для сотрудников МВД, в отдельных видеовыступлениях (в частности, в 2009 году о ней высказывался майор Дымовский), в социальных сетях (проект «Омбудсмен полиции»). Использование системы связывают с сверхцентрализацией системы правоохранительных органов. 
Палочная система может быть характерна в отдельные периоды времени не только для МВД, но и для других органов и ведомств, например, прокуратуры или МЧС (в части надзорной деятельности).
Наглядным примером порочности палочной системы можно считать выставление планов конкретным полицейским по количеству составляемых административных протоколов за день. За неимением нарушителей полицейские могут быть вынуждены составлять протоколы на обычных граждан, возможно даже совершая подлоги. Абсурдом палочной системы считается[кем?] спускание от МВД в низовые подразделения требований о результатах работы по тем преступлениям, которые невозможны на данной территории (например, по кражам из нефтепроводов или с золотых приисков в регионах, где они отсутствуют). 

## Системы оценки деятельности МВД РФ
С 2002 года система оценки деятельности ОВД регулировалась Приказом МВД России от 23 ноября 2002 г. № 1150 «О введении в действие систем оценки деятельности органов внутренних дел, отдельных подразделений криминальной милиции и милиции общественной безопасности, органов предварительного расследования». Действовавшие ранее системы оценок деятельности признавались несовершенными и искусственными, а основным показателем в них являлся «общий процент раскрываемости преступлений» (вероятно как наследие плановых систем советской эпохи). Такая система оценки породила порочную практику искусственного сокрытия преступлений от учета ради повышения общего процента раскрываемости в условиях роста преступности и недостаточном обеспечении правоохранительных органов. Работа криминальной милиции могла быть ориентирована на статистику, миллионы граждан могли лишаться доступа к правосудию и МВД мог снизить контроль над преступностью в стране и возможность эффективной борьбы с ней. Новый приказ обозначил стремление ухода от т. н. «валовых показателей» 
Основными оцениваемыми направлениями деятельности ОВД стали: регистрация и учет сообщений о преступлениях; профилактика, предотвращение и пресечение преступлений; выявление преступлений; раскрытие преступлений; предварительное следствие; дознание; обеспечение общественного порядка и общественной безопасности; работа с обращениями граждан.
В ходе коррекции системы был издан приказ МВД от 5 августа 2005 года № 650 «Вопросы оценки деятельности органов внутренних дел Российской Федерации, отдельных подразделений криминальной милиции, милиции общественной безопасности, органов предварительного расследования и органов внутренних дел на транспорте» (вступил в силу с начала 2006 года), который вводил дополнительные критерии оценок деятельности, сохраняя основные принципы оценки. В частности, положительным критерием стало увеличение количества зарегистрированных преступлений в сравнении с АППГ (аналогичным периодом прошлого года), что должно было снизить порочную практику укрывательства преступлений от регистрации.
В период с 2001 по 2010 годы происходила централизация правоохранительной системы РФ, и для принятия решений создавалась единая система однотипной отчетности для агрегирования данных в федеральном масштабе. На различных уровнях иерархии системы создаются управленческие аппараты, специализированные на сборе и передаче информации в центр, что, видимо, является объективным свойством подобных централизованных систем управления. Управленческие решения, принимаемые в центральных органах также требуют для своего обеспечения развитого контроля и обратной связи. Для стандартизации и систематизации информации были установлены единые формы отчетности Приказом МВД № 25 от 19 января 2010 (Р. Нургалиев) Архивная копия от 17 января 2021 на Wayback Machine, включающие в себя 72 оценочных показателя:
- Оценка органов внутренних дел[26]

1. Полнота регистрации (динамика зарегистрированных заявлений, сообщений и т. п. о происшествиях), рост оценивается положительно
2. Качество разрешения (доля количества отмененных следствием или прокурором постановлений об отказе в возбуждении уголовных дел, при условии последующего возбуждения уголовных дел), рост оценивается отрицательно
3. Законность при регистрации и разрешении сообщений и заявлений: число укрытых от учета преступлений, выявленных овд (доля, пол.); число укрытых от учета преступлений, выявленных прокуратурой (рдп, отр.); число сообщений о преступления, рассмотренных вне сроков (рдп отр., доля отр.); число сообщений о преступления, рассмотренных за 3 суток (рдп пол., доля пол.); число рассмотренных обращений и жалоб на отказы в регистрации и разрешении заявлений и сообщений (рдп, отр.)
4. Состояние профилактики и предупреждения преступлений: число преступлений по 112,115-117,119,213ч1 УК РФ на 100 тыс. нас.; число преступлений, совершенных в состоянии алкогольного опьянения; совершенных ранее судимыми; совершенных несовершеннолетними (число на 100 тыс. несовершеннолетних) — рост оценивается отрицательно
5. Результат профилактики и предупреждения преступлений: число завершенных уголовных дел, в которых вынесены представления об устранении способствующих обстоятельств (рдп пол, доля пол); число выявленных преступлений и антиобщественных действий, связанных с вовлечением несовершеннолетних (150, 151; 156 УК РФ; рдп пол, доля пол); число выявленных преступлений, связанных с незаконным оборотом оружия (222, 223 УК РФ; рдп пол), число охраняемых объектов, квартир граждан и т. п. (рдп пол)
6. Результат пресечения преступлений: число пресеченных (на стадиях приготовления и покушения) тяжких и особо тяжких преступлений (доля, пол); число краж на охраняемых объектах и квартирах (отр. при ненулевом числе)
7. Выявление преступлений: доля выявления тяжких и особо тяжких экономических преступлений (рост оценивается положительно); доля выявления преступлений против государственной власти и службы (гл. 30 УК РФ), а также коммерческого подкупа (204 УК РФ) при крупном размере и ущербе (рост оценивается положительно); число выявленных тяжких налоговых преступлений в расчете на 1 сотрудника подразделений по борьбе с экономическими преступлениями и по налоговым преступлениям (ОЭБиПК; рост оценивается положительно); динамика преступлений, совершенных организованной группой или преступным сообществом (динамика от числа расследованных,); дополнительное выявление и раскрытие ранее не учтенных преступлений (рдп, рост оценивается положительно)
8. Раскрытие преступлений: число предварительно расследованных преступлений с установленными лицами; число раскрытых краж (158 УК), число раскрытых тяжких и особо тяжких преступлений (ст 209; 210 УК РФ), число раскрытых преступлений прошлых лет, число раскрытых преступлений экстремистской направленности — расчетная динамика показателя, рост оценивается положительно; число преступлений с выявлением подозреваемых лиц «по горячим следам» (доля, пол.); число раскрытых взяток в крупном размере (ст. 290, доля, пол.); число раскрытых преступлений о незаконном обороте наркотических, психотропных веществ и СДЯВ (доля, рост оценивается положительно); материальный ущерб по экономическим преступлениям с оконченным расследованием (процент возмещения выше 90 % оценивается положительно); вес изъятых наркотических и психотропных веществ и аналогов, а также СДЯВ (рдп для растительных и синтетических; рост оценивается положительно); количество изъятого и поставленного на учет оружия (рдп пол); количество изъятого из незаконного оборота боеприпасов, взрывчатых веществ, взрывных устройств (рдп, рост оценивается положительно); число выявленных лиц, совершивших преступления в составе организованной группы или преступного сообщества (рдп, рост оценивается положительно); рдп и доля числа тяжких и особо тяжких преступлений, приостановленных из-за неустановления обвиняемых или скрытия подозреваемых (рост оценивается отрицательно), число побегов и суицидов из ИВС и при конвоировании (отрицательно если не ноль)
9. Результативность розыска лиц: число найденных лиц, ранее пропавших без вести, ушедших из дома или утративших связь с родственниками (доля, пол.); число прекращенных розыскных дел при установлении личности погибших и неспособных сообщить о себе сведения (доля, рост оценивается положительно)
10. Результаты предварительного следствия: количество уголовных дел, расследованных и направленных в суд (доля в процентах в числе оконченных уголовных дел, рост оценивается положительно), число обвиняемых по направленным в суд уголовным делам (в расчете на тысячу уголовных дел, направленных в суд, рост оценивается положительно)
11. Качество: число дел, возвращенных для дополнительного следствия (рдп, рост оценивается отрицательно); доля уголовных дел, возвращенных для дополнительного следствия прокурором или судом (237 УПК РФ), рост оценивается отрицательно
12. Законность: число лиц, производство в отношении которых прекращено за отсутствием события или состава преступления и в связи с непричастностью к совершению преступления; число оправданных и лиц, дела о которых прекращены судом за отсутствием события или состава преступления и в связи с непричастностью (рдп, рост оценивается отрицательно); число уголовных дел с превышением установленных УПК РФ сроков расследования (рдп, рост оценивается отрицательно; доля, рост оценивается отрицательно)
13. Результаты дознания: число уголовных дел, расследованных дознавателями ОВД, направленных прокурором в суд с обвинительным актом (доля в числе расследованных уголовных дел, рост оценивается положительно)
14. Качество — по числу уголовных дел, возвращенных прокурором для производства дополнительного дознания и пересоставления обвинительного акта (рдп и доля от числа оконченных дел, рост оценивается отрицательно)
15. Законность — по числу лиц, в отношении которых производство прекращено за отсутствием события или состава преступления, либо в связи с непричастностью; а также по числу оправданных судом — расчетная динамика показателя, рост оценивается отрицательно
16. Обеспечение общественного порядка, общественной безопасности и безопасности дорожного движения -
  1. число преступлений в общественных местах, с угрозой жизни, здоровью и имуществу, хулиганство (ст. 105, 107—109, 111—115, 131, 158, 159, 161—163, 166, 167, 213 УК РФ) — рдп и доля — рост оценивается отрицательно
  2. число правонарушителей, задержанных членами формирований и ЧОП при содействии в обеспечении охраны общественного порядка — рдп, рост оценивается положительно
  3. число протоколов об административных правонарушениях, по ст. 6.10; 6.11; 7.27; 19.3; 20.1; 20.20-20.22 КоАП, по которым принято решение органами и судами (доля решений, рост оценивается положительно; доля прекращенных дел и отмененных постановлений — рост оценивается отрицательно)
  4. число погибших в ДТП на 100 тысяч населения (в сравнении с 2004 годом), рдп, рост оценивается отрицательно
  5. число преступлений, совершенных с применением зарегистрированного в ОВД оружия — отрицательная оценка при ненулевом показателе
17. Оказание государственных услуг населению — число исполненных в срок заявлений граждан (по лицензионно-разрешительной работе, в ГИБДД, в вневедомственнойохране) — расчетная динамика показателя (рдп), рост оценивается положительно; доля заявлений, исполненных в срок, рост оценивается положительно.
18. Общественное мнение о работе ОВД, используется вневедомственный источник социологической информации[27]: Уверенность граждан в защищенности своих личных и имущественных интересов (доля положительных оценок в числе опрошенных за год граждан, доля обратившихся в ОВД граждан от числа подвергнувшихся противоправным посягательствам — рост оценивается положительно); Удовлетворенность своевременностью реагирования на сообщения о правонарушениях и оперативностью прибытия на место совершения правонарушения (доля положительных оценок в числе опрошенных за год граждан) — рост оценивается положительно

- Оценка органов ОВД на железнодорожном, воздушном и водном транспорте[28]
- Оценка деятельности подразделений криминальной милиции[29]
- Оценка деятельности подразделений милиции общественной безопасности (участковых уполномоченных милиции, подразделений по делам несовершеннолетних, центров временного содержания для несовершеннолетних правонарушителей, подразделений патрульно-постовой службы милиции, изоляторов временного содержания и конвойных подразделений, БППРИАЗ, подразделений лицензионно-разрешительной работы, ОМОН, Госавтоинспекции, подразделений вневедомственной охраны[30]
- Оценка органов предварительного расследования: предварительного следствия, подразделений дознания[31].